# Kel Mitchell

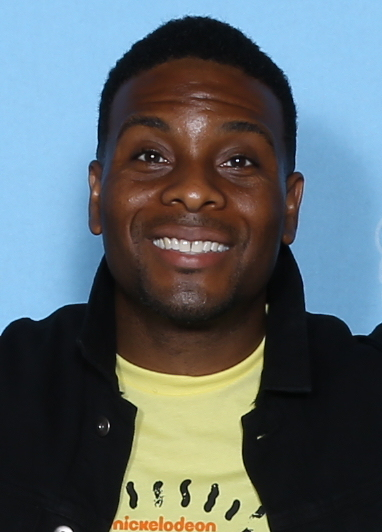
Kel Mitchell (2019)

Kel Johari Rice Mitchell (* 25. August 1978 in Chicago) ist ein amerikanischer Schauspieler, Comedian, Tänzer, Musiker, Regisseur und Produzent. Er ist bekannt als Mitglied der Sketch-Sendung All That.

## Biografie
Kel Mitchell war zusammen mit Kenan Thompson von 1996 bis 2000 Hauptdarsteller der Serie Kenan & Kel und trat im Kinofilm Good Burger auf, das aus einem Sketch von All That entstand. Zusammen hatten sie auch Gastauftritte in Sister, Sister und Sabrina – Total Verhext!. Von 2015 bis 2019 war er als Rapper Double G in der Sitcom Game Shakers – Jetzt geht’s App zu sehen, die wie Kenan & Kel von Dan Schneider produziert wurde. Außerdem hatte er einen Gastauftritt in der Serie Sam & Cat (Folge: "#PeezyB").
Mitchell war ab 1999 sechs Jahre lang mit Tyisha Hampton-Mitchell verheiratet, woraus zwei Kinder entstanden. Mitchell hat auch zwei Schwestern, Kenyatta und Kyra. Am 8. Januar 2012 heiratete er die Rapperin Asia Lee.

## Filmografie (Auswahl)

### Fernsehen
| Jahr      | Titel                           | Rolle              | Anmerkungen                                     |
| --------- | ------------------------------- | ------------------ | ----------------------------------------------- |
| 1994–1999 | All That                        | er selbst          |                                                 |
| 1996–2000 | Kenan & Kel                     | Kel Kimble         |                                                 |
| 1996–1998 | The Steve Harvey Show           | Vincent            | 4 Folgen                                        |
| 1997      | Sister, Sister                  | Todd               | 1 Folge: "Inherit the Twin"                     |
| 1998      | Sabrina – Total Verhext!        | er selbst          | 1 Folge: "Sabrina's Choice"                     |
| 1998–1999 | Figure It Out                   | er selbst          |                                                 |
| 1999      | The Amanda Show                 | er selbst          | 1 Folge                                         |
| 1999      | Cousin Skeeter                  | Kel Kimble         | Folge: "Hoo, I'm Wild Wild West" (Teil 1 und 2) |
| 2000      | Two Heads Are Better Than None  | Kel Kimble         | Fernsehfilm, Serienfinale von Kenan & Kel       |
| 2000      | Nash Bridges                    | Stephen Dick Clark | Folge: "Hit and Run"                            |
| 2000–2003 | Clifford the Big Red Dog        | T-Bone             | Stimme, 54 Folgen                               |
| 2000–2001 | City Guys                       | Malcolm            | 2 Folgen                                        |
| 2002      | The Nick Cannon Show            | er selbst          | Folge: "Nick Takes Over Style"                  |
| 2003      | The Parkers                     | Freddy             | 3 Folgen                                        |
| 2005–2006 | One on One                      | Manny              | 6 Folgen                                        |
| 2010      | Pink Panther and Pals           | Ant                | Stimme, 28 Folgen                               |
| 2011      | Meine Schwester Charlie         | M.C.               | 1 Folge: "Battle of the Bands"                  |
| 2012      | Motorcity                       | Dutch              | Stimme, 15 Folgen                               |
| 2012–2015 | Wild Grinders                   | Jay Jay            | Stimme, 55 Folgen                               |
| 2013      | Sam & Cat                       | Peezy B            | 1 Folge: "#PeezyB"                              |
| 2014      | The Thundermans                 | Sensei             | 1 Folge: "Have An Ice Birthday"                 |
| 2014      | Liv und Maddie                  | Q pop              | 1 Folge: "Howl-A-Rooney"                        |
| 2015–2019 | Game Shakers – Jetzt geht’s App | Double G           |                                                 |
| seit 2019 | All That                        | er selbst          |                                                 |
| 2019      | Dancing with the Stars          | er selbst          |                                                 |
| 2019      | SpongeBob Schwammkopf           | Beans McBeans      | Folge: "SpongeBobs große Geburtstagssause"      |

### Film
| Jahr | Titel                                  | Rolle                                   | Anmerkungen |
| ---- | -------------------------------------- | --------------------------------------- | ----------- |
| 1997 | Good Burger                            | Ed                                      |             |
| 1999 | Mystery Men                            | Invisible Boy                           |             |
| 2000 | The Adventures of Rocky and Bullwinkle | Martin                                  |             |
| 2006 | Like Mike 2: Streetball                | Ray                                     |             |
| 2007 | Honeydripper                           | Junebug                                 |             |
| 2009 | See Dick Run                           | Rich Jones                              |             |
| 2011 | Dance Fu                               | Chicago Pulaski Jones/Pretty Eyed Willy |             |
| 2011 | Battle of Los Angeles                  | Lt. Tyler Laughlin                      |             |
| 2013 | Caught on Tape                         | Marlon                                  |             |